# Aplonis zelandica
Aplonis zelandica là một loài chim trong họ Sturnidae.